# Sammaljärvet (Karesuando socken, Lappland, 756952-180197)
Sammaljärvet är en sjö i Kiruna kommun i Lappland och ingår i Torneälvens huvudavrinningsområde. Sjön är 2,7 meter djup, har en yta på 0,157 kvadratkilometer och befinner sig 315 meter över havet. Sammaljärvet ligger i Torne och Kalix älvsystem Natura 2000-område. Sjön avvattnas av vattendraget Ahmajoki.

## Delavrinningsområde
Sammaljärvet ingår i det delavrinningsområde (757601-180314) som SMHI kallar för Mynnar i Kelojoki. Medelhöjden är 309 meter över havet och ytan är 26,93 kvadratkilometer. Det finns inga avrinningsområden uppströms utan avrinningsområdet är högsta punkten. Ahmajoki som avvattnar avrinningsområdet har biflödesordning 4, vilket innebär att vattnet flödar genom totalt 4 vattendrag innan det når havet efter 360 kilometer. Avrinningsområdet består mestadels av skog (59 procent) och sankmarker (37 procent). Avrinningsområdet har 0,83 kvadratkilometer vattenytor vilket ger det en sjöprocent på 3,1 procent.